# Don Gardner Despain
Don Gardner Despain (1940) es un botánico, ecólogo estadounidense, especialista en el comportamiento de las plantas y el fuego, que se especializó en la flora del Parque nacional de Yellowstone.

## Biografía
Nació en 1940 en Lovell (Wyoming), el mayor de cinco niños de Daniel Gordon Despain y Lillian Gardner. Asistió a la Escuela Secundaria Lovell y luego estudió en la Universidad de Wyoming, recibiendo una licenciatura en Botánica en 1966. Realizó estudios de posgrado en la Universidad de Arizona, recibiendo una maestría en ecología vegetal en 1967 y luego un doctorado en Ecología Vegetal de la Universidad de Alberta en Edmonton, Canadá en 1971.
A mediados de la década de 1980, fue el presidente de la Sociedad de Plantas Nativas de Wyoming y vicepresidente de la Sección de Biológicas en la Academia de Ciencias de Montana. A partir de 1998-1999, era vicepresidente de la sociedad de investigación científica Sigma Xi el período 1998-1999 y el presidente 1999-2001.
A partir de 1971-2006, fue un investigador biólogo con el Servicio de Parques Nacionales en el Parque nacional de Yellowstone y fue fundamental en la generación de los planes de manejo del fuego en su uso por el parque desde 1972. Él generó un mapa de vegetación del parque e hizo una amplia investigación en el comportamiento del fuego, efectos del fuego y los factores del paisaje en la propagación del fuego. También trabajó como un ecologista con el Servicio Geológico de Estados Unidos, poniendo a prueba la utilidad de los sistemas de teledetección para la vegetación y tasación de combustibles.
Despain se retiró en 2006, a pesar de que todavía está activo en la investigación científica. Actualmente vive en Bozeman, Montana.

## Escritos

### Como D.G. Despain
- Field key to the flora of Yellowstone National Park, WY. 1975, Yellowstone National Park: Yellowstone Library and Museum Association.
- Fire as an ecological force in Yellowstone ecosystems (Information paper / Yellowstone National Park)
- Yellowstone vegetation: consequences of environment and history in a natural setting, 1990. Boulder, CO: Roberts Rinehart, Inc.
- Plants and their environments: Proceedings of the first biennial scientific conference on the Greater Yellowstone Ecosystem, 1994. Denver, CO: National Park Service.

### Como coautor
- Mayo, J. M.; Hartgerink, A. P.; Despain, D. G.; Thompson, R. G.; van Zinderen-Bakker, E. M. Jr.; Nelson, S. D. 1977. Gas exchange studies of Carex and Dryas, Truelove Lowland, Devon Island. InIn: Bliss, L. C. Truelove Lowland, Devon Island, Canada: a High Arctic Ecosystem. Edmonton, Alberta, Canadá: University of Alberta Press; p265-280.

- Despain, D. G.; Houston, D.; Meagher, M.; Schullery, P. 1986. Wildlife in transition, man and nature on Yellowstone's northern range. Boulder, CO: Roberts Rinehart, Inc.

- Despain, D.; Greenlee, J.; J. Parminter, T.; Sholly T. 1994. A bibliography and directory of the Yellowstone Fires of 1988. Fairfield, Wash: International Association of Wildland Fire.
- La abreviatura «Despain» se emplea para indicar a Don Gardner Despain como autoridad en la descripción y clasificación científica de los vegetales.[1]